# 古元美术馆站
古元美术馆站是珠海有轨电车1号线的一座车站。

## 车站结构
古元美术馆站是岛式车站，进出该站需利用地下通道。

## 接驳公交路线
- 珠海公交：13、16、17[2]。

## 车站周边
- 古元美术馆[3]
- 石溪公园[2]
- 香山学校[2]